# Progreso y Pobreza

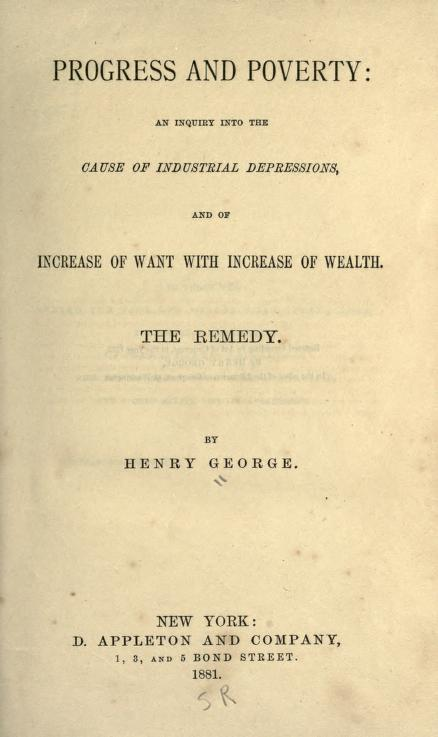
Edición de 1881 de Progreso y Pobreza

Progreso y Pobreza: Una investigación sobre la causa de las depresiones industriales y del aumento de la necesidad con el aumento de la riqueza: El remedio (título original en inglés: Progress and Poverty: An Inquiry into the Cause of Industrial Depressions and of Increase of Want with Increase of Wealth: The Remedy) es un libro del teórico social y economista Henry George que fue publicado en 1879. El libro examina las preguntas de por qué la pobreza acompaña el progreso económico y tecnológico, y por qué las economías muestran una tendencia hacia el auge y la recesión cíclicos. George utiliza la historia y la lógica deductiva para argumentar a favor de una solución radical que se centra en la captura de la renta económica de los recursos naturales y los títulos de propiedad de la tierra.
El libro vendió varios millones de copias, convirtiéndose en uno de los libros más vendidos a fines del siglo XIX. Ayudó a desencadenar la Era Progresista y un movimiento mundial de reforma social en torno a la ideología conocida ahora como 'Georgismo'.